# The Crafte of Nombrynge
The Crafte of Nombrynge è un trattato matematico scritto in inglese medio che risale al 1300 circa, nel quale viene spiegata l'arte della numerazione, ampliando e traducendo dal latino i concetti matematici espressi nel Carmen de Algorismo di Alexander de Villa Dei.
In particolare, nel 1º capitolo dedicato alla notazione posizionale, viene spiegato l'utilizzo dello zero, che fino ad allora era reputato un simbolo del quale c'era poco da fidarsi, in quanto il concetto di un numero che indicava nulla era ancora troppo astratto per essere compreso ed usato agevolmente:
(The Crafte of Nombrynge)
È finalmente chiaro l'utilizzo posizionale dello zero come cifra.
Si tenga presente che ancora nel Medioevo non erano infrequenti editti che vietavano esplicitamente l'uso dei numeri scritti con le cifre, raccomandandone viceversa la scrittura in lettere con la spiegazione che con i numeri era facile imbrogliare ed in particolare l'uso dello zero era sconsigliato dalle autorità religiose che non lo vedevano di buon occhio.